# Liste der Baudenkmale in Petershagen/Eggersdorf
In der Liste der Baudenkmale in Petershagen/Eggersdorf sind alle Baudenkmale der brandenburgischen Gemeinde Petershagen/Eggersdorf aufgelistet. Grundlage ist die Veröffentlichung der Landesdenkmalliste mit dem Stand vom 31. Dezember 2020.

## Baudenkmale in den Ortsteilen
In den Spalten befinden sich folgende Informationen:
- ID-Nr.: Die Nummer wird vom Brandenburgischen Landesamt für Denkmalpflege vergeben. Ein Link hinter der Nummer führt zum Eintrag über das Denkmal in der Denkmaldatenbank. In dieser Spalte kann sich zusätzlich das Wort Wikidata befinden, der entsprechende Link führt zu Angaben zu diesem Denkmal bei Wikidata.
- Lage: die Adresse des Denkmales und die geographischen Koordinaten. Link zu einem Kartenansichtstool, um Koordinaten zu setzen. In der Kartenansicht sind Denkmale ohne Koordinaten mit einem roten beziehungsweise orangen Marker dargestellt und können in der Karte gesetzt werden. Denkmale ohne Bild sind mit einem blauen bzw. roten Marker gekennzeichnet, Denkmale mit Bild mit einem grünen beziehungsweise orangen Marker.
- Bezeichnung: Bezeichnung in den offiziellen Listen des Brandenburgischen Landesamtes für Denkmalpflege. Ein Link hinter der Bezeichnung führt zum Wikipedia-Artikel über das Denkmal.
- Beschreibung: die Beschreibung des Denkmales
- Bild: ein Bild des Denkmales und gegebenenfalls einen Link zu weiteren Fotos des Baudenkmals im Medienarchiv Wikimedia Commons

### Eggersdorf
| ID-Nr.   | Lage                                         | Bezeichnung                                                                | Beschreibung | Bild                                                                  |
| -------- | -------------------------------------------- | -------------------------------------------------------------------------- | --- | --------------------------------------------------------------------- |
| 09181284 | Altlandsberger Chaussee / Grenzstraße (Lage) | Grenzstein zwischen den einstigen Kreisen Oberbarnim und Niederbarnim      | | Grenzstein zwischen den einstigen Kreisen Oberbarnim und Niederbarnim |
| 09180800 | Altlandsberger Chaussee 5 (Lage)             | Backofen und Ladeneinrichtung der Brot- und Feinbäckerei                   | | weitere Bilder                                                        |
| 09180250 | Bahnhofstraße 50/51 (Lage)                   | Doppelwohnhaus mit Hofgebäuden und Grundstückseinfriedung sowie Sühnekreuz | | weitere Bilder                                                        |
| 09181285 | Barnimstraße (Lage)                          | Grenzstein zwischen den einstigen Kreisen Oberbarnim und Niederbarnim      | | Grenzstein zwischen den einstigen Kreisen Oberbarnim und Niederbarnim |
| 09180419 | Landsberger Straße 1 (Lage)                  | Hofanlage mit Kolonistenwohnhaus und Stallscheune                          | | weitere Bilder                                                        |
| 09180166 | Mühlenstraße (Lage)                          | Dorfkirche                                                                 | Die Dorfkirche in Eggersdorf ist ein Sichtziegelbau, der im Jahr 1870 nach einem Entwurf des königlichen Bauinspektors Bürckner im Stil von Friedrich August Stüler errichtet wurde. | weitere Bilder                                                        |

### Petershagen
| ID-Nr.   | Lage                                    | Bezeichnung                                                 | Beschreibung | Bild                                             |
| -------- | --------------------------------------- | ----------------------------------------------------------- | --- | ------------------------------------------------ |
| 09180607 | Dorfplatz 1 (Lage)                      | Schul- und Küsterhaus mit Nebengebäude                      | | weitere Bilder                                   |
| 09180262 | Dorfstraße (Lage)                       | Dorfkirche                                                  | Die evangelische Dorfkirche wurde im Jahr 1910 erbaut. Es ein Saalbau aus Backstein im Stil der Neugotik. Im Osten der Kirche befindet sich ein polygonaler Chorschluss, im Westen ein Glockenturm. Dieser Turm stammt aus dem Jahr 1897. Der Innenraum ist im Jugendstil gehalten, die Ausstattung ist aus der Bauzeit und hat barocke Formen. Der Kanzelaltar wurde im Jahr 1718 hergestellt und stammt aus der Kirche in Berlin-Friedrichsfelde. Die Orgel wurde von Dinse im Jahr 1912 erstellt. | weitere Bilder                                   |
| 09180608 | Dorfstraße 17 (Lage)                    | Gasthof mit Saalanbau                                       | | weitere Bilder                                   |
| 09180609 | Dorfstraße 23 (Lage)                    | Büdnerhaus mit Stallgebäude                                 | | weitere Bilder                                   |
| 09180610 | Dorfstraße 33-36 (Lage)                 | Hofanlage mit Wohnhaus, Stall und Obstgarten                | | weitere Bilder                                   |
| 09180612 | Dorfstraße 51/52 (Lage)                 | Gemeindeschule                                              | | weitere Bilder                                   |
| 09180611 | Dorfstraße 60 (Lage)                    | Hofanlage mit Wohnhaus, Scheune und Stallgebäude            | | Hofanlage mit Wohnhaus, Scheune und Stallgebäude |
| 09180615 | Eggersdorfer Straße (Lage)              | Gedenkstein für Opfer des Faschismus (OdF), vor der Schule  | | weitere Bilder                                   |
| 09180613 | Eggersdorfer Straße / Elbestraße (Lage) | Gemeindeschule                                              | | weitere Bilder                                   |
| 09180606 | Elbestraße 46/47 (Lage)                 | Katholische Kirche St. Hubertus mit Pfarr- und Gemeindehaus | | weitere Bilder                                   |
| 09181386 | Thälmannstraße 65/66 (Lage)             | Wohnhaus mit Stallgebäude                                   | | BW                                               |